# پرسکا (بلغارستان)
پرسکا (به بلغاری: Preseka) یک منطقهٔ مسکونی در بلغارستان است که در شهرستان کیرکوفو واقع شده‌است.